# Cam Miller
Cam Miller (Solon, 18 giugno 2001) è un giocatore di football americano statunitense che milita nel ruolo di quarterback per i Las Vegas Raiders della National Football League (NFL). Al college ha giocato per North Dakota State.

## Carriera universitaria
Miller, originario di Solon in Iowa, cominciò a giocare a football nella locale Solon High School dove, nel suo ultimo anno, passò 2 436 yard per 28 touchdown e corse 840 yard per 12 touchdown. Miller andò quindi a giocare college football alla North Dakota State University (NDSU) con i Bison impegnati nella Missouri Valley Football Conference (MVFC) nella prima divisione della Football Championship Subdivision (FCS) della NCAA.
Nel suo primo anno con i Bison, nel 2020, Miller fece otto presenze, giocando da titolare entrambe le gare dei play-off e chiudendo la stagione con 30 passaggi completati su 59 tentati per 363 yard, due touchdown e tre intercetti e aggiungendo 176 yard guadagnate su corsa con quattro touchdown. Nella stagione 2021 scese in campo in 13 partite, di cui le ultime otto da titolare, terminando l'annata con 1 444 yard passate con 14 touchdown e 280 yard corse con quattro touchdown, guidando i Bison alla vittoria del campionato della prima divisione della FCS.
Nel 2022 giocò da titolare tutte le 15 gare stagionali dei Bison, con 160 passaggi completati su 243 tentati, con 1 975 yard passate per 13 touchdown e cinque intercetti e con 561 yard corse con 15 touchdwon. Si ripeté l'anno successivo in cui mise a tabellino complessivamente 2 688 yard passate per 19 touchdown e 629 yard corse con 13 touchdown. Miller sfruttò la possibilità offerta dalla NCAA ai giocatori che avevano disputato la stagione 2020 accorciata a causa della pandemia da COVID-19 di giocare per un ulteriore quinto anno.
Nel 2024 Miller giocò da titolare tutte le 16 gare stagionali, completando 258 passaggi su 351 per 3 251 yard, 33 touchdown e quattro intercetti, oltre a 631 yard corse e 12 touchdown. Chiuse l'annata vincendo per la seconda volta il campionato FCS, venendo nominato inoltre miglior giocatore della finale. 
Premi e riconoscimenti
- 2 campionati nazionali FCS (2021,2024)
- MVP della finale FCS (2024)
- First-Team FCS All-American (2024)
- MVFC Offensive Player of the Year (2024)
- First-Team All-MVFC (2024)
- Second-Team All-MVFC (2023)

## Carriera professionistica

### Las Vegas Raiders
Il 26 aprile 2025 Miller fu selezionato nel 6° giro del Draft NFL 2025, con la 215ª scelta assoluta, dai Las Vegas Raiders. L'8 maggio Miller firmò il suo contratto da rookie, un accordo quadriennale da 4,37 milioni di dollari totalmente garantiti.